# Administration Hu-Wen

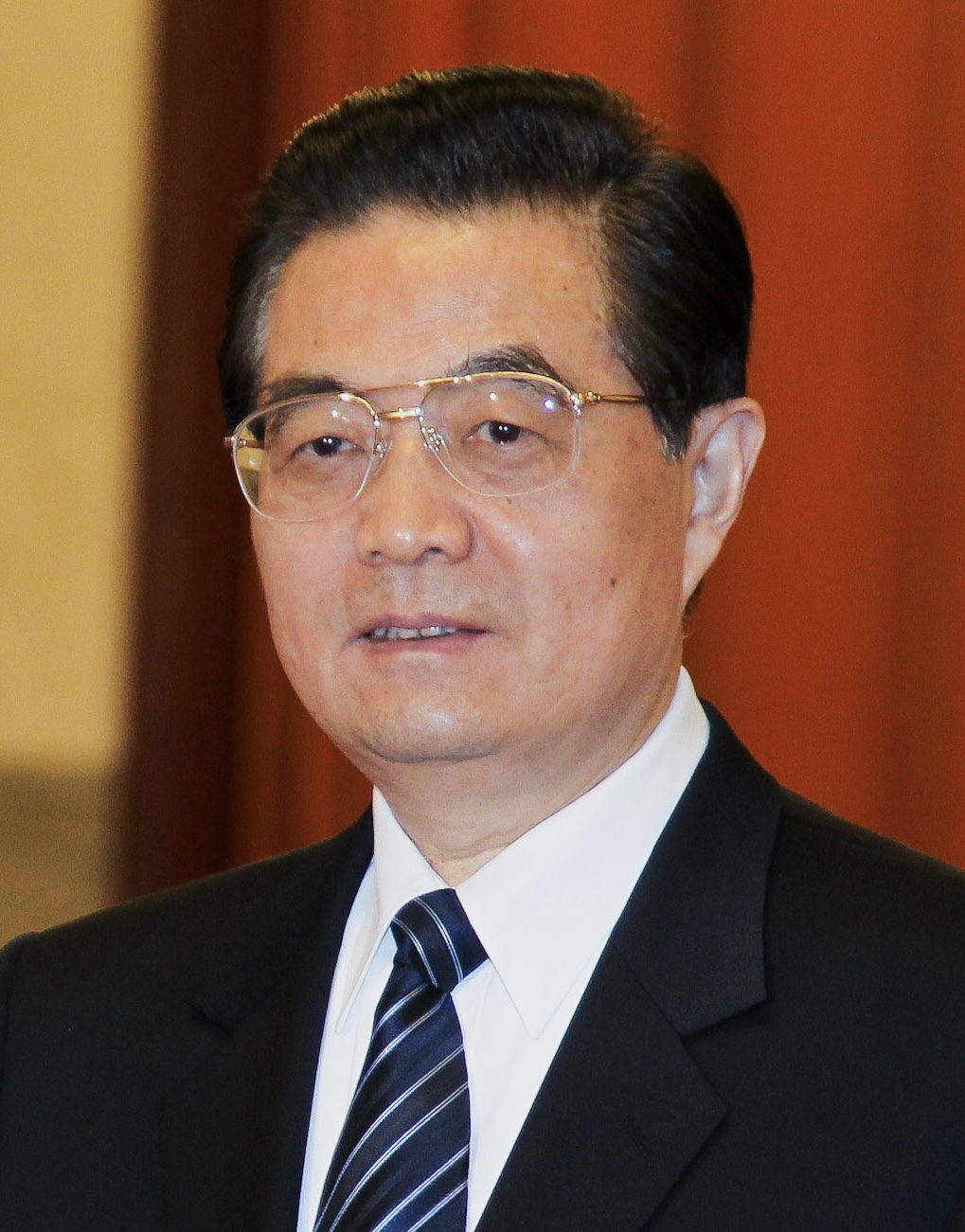
Hu Jintao principal dirigeant de la quatrième génération de la direction chinoise.

L'administration Hu–Wen (chinois simplifié : 胡温体制 ; chinois traditionnel : 胡溫體制 ; pinyin : Hu-Wen Tizhi), ou nouvelle administration Hu-Wen (chinois simplifié : 胡温新政 ; chinois traditionnel : 胡溫新政 ; pinyin : Hu-Wen Xinzheng) est le nom donné aux dirigeants chinois succédant officiellement à Jiang Zemin, Li Peng et Zhu Rongji en 2003. En utilisant le nom des deux leaders, elle est régulièrement abrégée en Hu-Wen (chinois simplifié : 胡温 ; chinois traditionnel : 胡溫)
Cette dénomination prend naissance après que le Premier secrétaire du Parti communiste chinois Hu Jintao et le Premier ministre du gouvernement Wen Jiabao aient reçu les louanges des observateurs politiques. Les deux hommes sont considérés comme constituant la quatrième génération de dirigeants chinois et vu comme, du moins en apparence, plus réformistes et plus ouverts d'esprit. Leur idéologie politique dominante est appelée Concept de développement scientifique.

### Crédits de traduction
- (en) Cet article est partiellement ou en totalité issu de l’article de Wikipédia en anglais intitulé « Hu–Wen Administration » (voir la liste des auteurs).